# 보메 비중계
보메 비중계(Baumé scale)는 액체의 비중을 재는 데 쓰는 기구로, 물과 식염수를 기준으로 하는 비중계이다. 보통 물보다 무거운 15%의 식염수를 15°Bé, 순수한 물을 0°Bé로 하여 사이를 15등분 해서 만든 비중계이다.

## 보메 비중계
보메 비중계 경량(light)버전은 물과 식염수를 기준으로 하는 비중계로 물보다 무거운 10%의 식염수를 10°Bé, 순수한 물을 0°Bé로 하여 만든 비중계이다.

## 같이 보기
- 브릭스 당도